# والدیس زاتلرس
والدیس زاتلرس (انگلیسی: Valdis Zatlers؛ زادهٔ ۲۲ مارس ۱۹۵۵) یک سیاست‌مدار اهل لتونی است. او از ۸ ژوئیه ۲۰۰۷ تا ۸ ژوئیه ۲۰۱۱ رئیس جمهور لتونی بود.